# Agrilus hypoleucus
Agrilus australasiae  é uma espécie de escaravelho da família Buprestidae, os escaravelhos de jóia, indígena da Austrália.